# Округ Марион (Индијана)
Округ Марион (енгл. Marion County) је округ у америчкој савезној држави Индијана.

## Демографија
По попису из 2010. године број становника је 903.393, што је 42.939 (5,0%) становника више него 2000. године.
| Група             | 2000.           | 2010.           |
| Белци             | 592.540 (68,9%) | 537.905 (59,5%) |
| Афроамериканци    | 207.964 (24,2%) | 240.975 (26,7%) |
| Азијати           | 12.325 (1,4%)   | 18.314 (2,0%)   |
| Хиспаноамериканци | 33.290 (3,9%)   | 84.466 (9,3%)   |
| Укупно            | 860.454         | 903.393         |